# Macdoel (Kalifornija)
Macdoel je naseljeno područje za statističke svrhe u američkoj saveznoj državi Kalifornija. Prema popisu stanovništva iz 2010. u njemu je živjelo 133 stanovnika.